# Colchagua Club de Deportes
Il Colchagua Club de Deportes è una società calcistica cilena, con sede a San Fernando.
Milita nella Campeonato Nacional de Segunda División del Fútbol Profesional Chileno.

## Storia
Fondato nel 1957, non ha mai vinto trofei nazionali.